# Arvfurstens palats

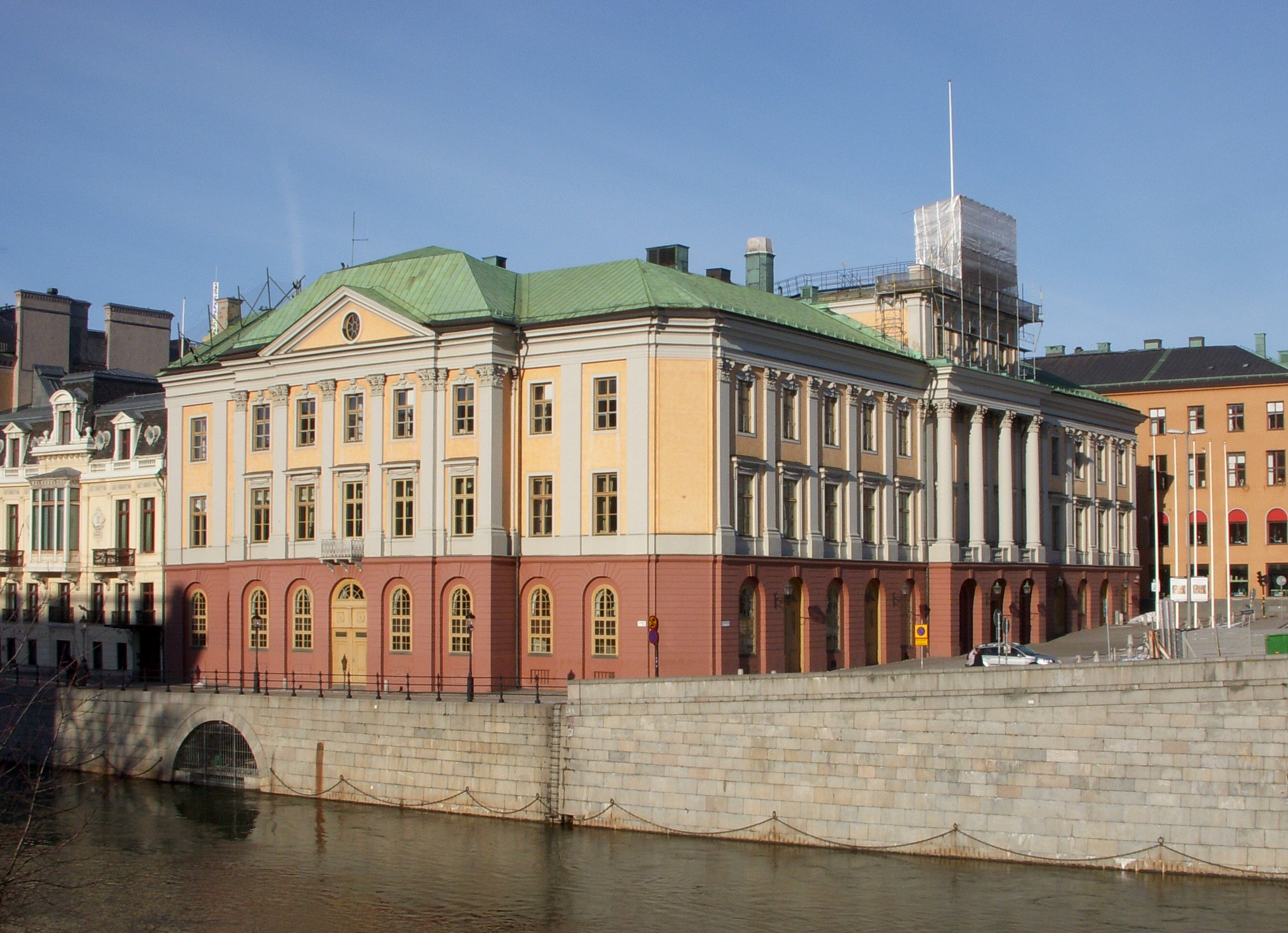
Erbfürstenpalais

Das Erbfürstenpalais (schwedisch Arvfurstens palats) ist ein Prachtbau im Stockholmer Stadtteil Norrmalm und Sitz des schwedischen Außenministeriums.
Der gegenwärtige Bau wurde zwischen 1783 und 1794 für Prinzessin Sofia Albertina, Schwester von König Gustav III.,  der jüngsten Tochter von König Adolf Friedrich und Luise Ulrike von Preußen als Erweiterung des Vorgängerbaus errichtet: ein Palais  im holländischen Renaissancestil, der unter Feldmarschall Lennart Torstensson entstanden war. Erik Palmstedt erhielt den Auftrag, eine neue Hauptfassade zum angrenzenden Platz zu entwerfen. Das ursprüngliche Palais wurde zum Seitenflügel, und ein weiterer Flügel entstand zum Wasser hin. Das Gebäude sollte eine exakte Kopie der alten Oper von Gustav III. auf der Platzseite gegenüber sein. Die Oper musste 1891 einem Nachfolgebau weichen. Die Inneneinrichtung besorgte Louis Masreliez.
Der Baukörper ist nach Grundsätzen spätbarocker Formgebung als zusammenhängende plastische Einheit gestaltet. Die Fassade ist durch den Neoklassizismus beeinflusst, mit großen, einfachen Motiven, glatten Flächen und zurückhaltenden Farbdetails. Die Einteilung mit korinthischen Pilastern wurde im Mittelteil der Hauptfassade durch die Andeutung einer Kolonnade verstärkt. Darüber erhebt sich eine Attika mit Balustrade an der Dachkante, die von einer Löwenstatue mit Wappenschild gekrönt wird. Typisch für den gustavianischen Stil sind die Festons über den Fensterrahmen des Obergeschosses.
Sofia Albertina verfügte in ihrem Testament, dass das Palais dem jeweiligen Erbprinzen zur Verfügung stehen sollte, also der Nummer zwei der Thronfolge. Als Erster kam Erbprinz Gustav (1827–1852) in den Genuss dieser Regelung, auch der spätere Oskar II. lebte eine Zeit lang im Erbfürstenpalais. Zeitweise wurden Bedienstete des Hofes im Gebäude untergebracht.
1902 kaufte der Staat das Palais für 2,25 Millionen Kronen. Der repräsentative Rahmen wurde nun vom Außenministerium genutzt. 1906 zog der Außenminister mit dem Ersten Sekretär und etwa zwanzig Beamten ein. Seit 1935 steht das Gebäude als Byggnadsminne (Baudenkmal) unter staatlichem Schutz.